# Vjatjeslav Atavin
Vjatjeslav Vladimirovitj Atavin (ryska: Вячеслав Владимирович Атавин), född 4 februari 1967 i Krasnodar, Ryska SSR, är en rysk, tidigare sovjetisk handbollsspelare (vänsternia). Han är 2,02 meter lång.
Han tog OS-guld 1988 i Seoul.

## Klubbar
- Dinamo Astrachan
- GK Neva Sankt Petersburg (–1991)
- BM Granollers (1991–1997)
- SC Magdeburg (1997–2000)
- BM Granollers (2000–2002)
- AC Filippos Verias (2002–2005)
- BM La Roca (2005–2007)